# О себи: прича психотерапеута
О себи: прича психотерапеута (енгл. Becoming Myself) је књига сећања и мемоарских записа америчког егзистенцијалног психијатара, почасног професора психијатрије на Универзитету Станфорд, и књижевника Ирвина Давида Јалома (енгл. Irvin David Yalom) (1931). објављена 2017. године. Издање на српском језику објавила је издавачка кућа Психополис институт 2017. године из Новог Сада у преводу Милана Ђуришића.

## О аутору
Ирвин Д. Јалом је рођен 1931. у Вашингтону у породици руских емиграната. Аутор је неколико бестселера, као и стручних књига из области психотерапије. Данас је професор на универзитету и живи у Сан Франциску . Активан је психотерапеут у Сан Франциску и Пало Алту. Највећи допринос дао је предајући о групној психотерапији као и развијајући модел егзистенцијалне терапије.

## О делу
О себи је књига сећања и мемоарских записа где је аутор своје очи усмерио према себи и свом животу. У књизи говори о најранијем детињству, одрастању, родитељима, породици, образовању, о браку и деци. Говори о избору медицине и психијатрије као професије, о људима који су утицали на њега, писању књига.
Јалом је у књизи описао и догађаје из психотерапијске праксе. Писао је и о својим осећањима. Књига је илустрована фотографијама из породичног и професионалног живота.
Књигу о себи Јалом је дуго желео да напише а писао ју је дуго. Изјавио је: „Било ми је тешко да завршим ову књигу. Мрзео сам што сам морао да је пустим од себе, јер сам знао да ће то бити моја последња књига.“
Уверен је да му је О себи последња књига.